# Cortes de Monzón (1553)

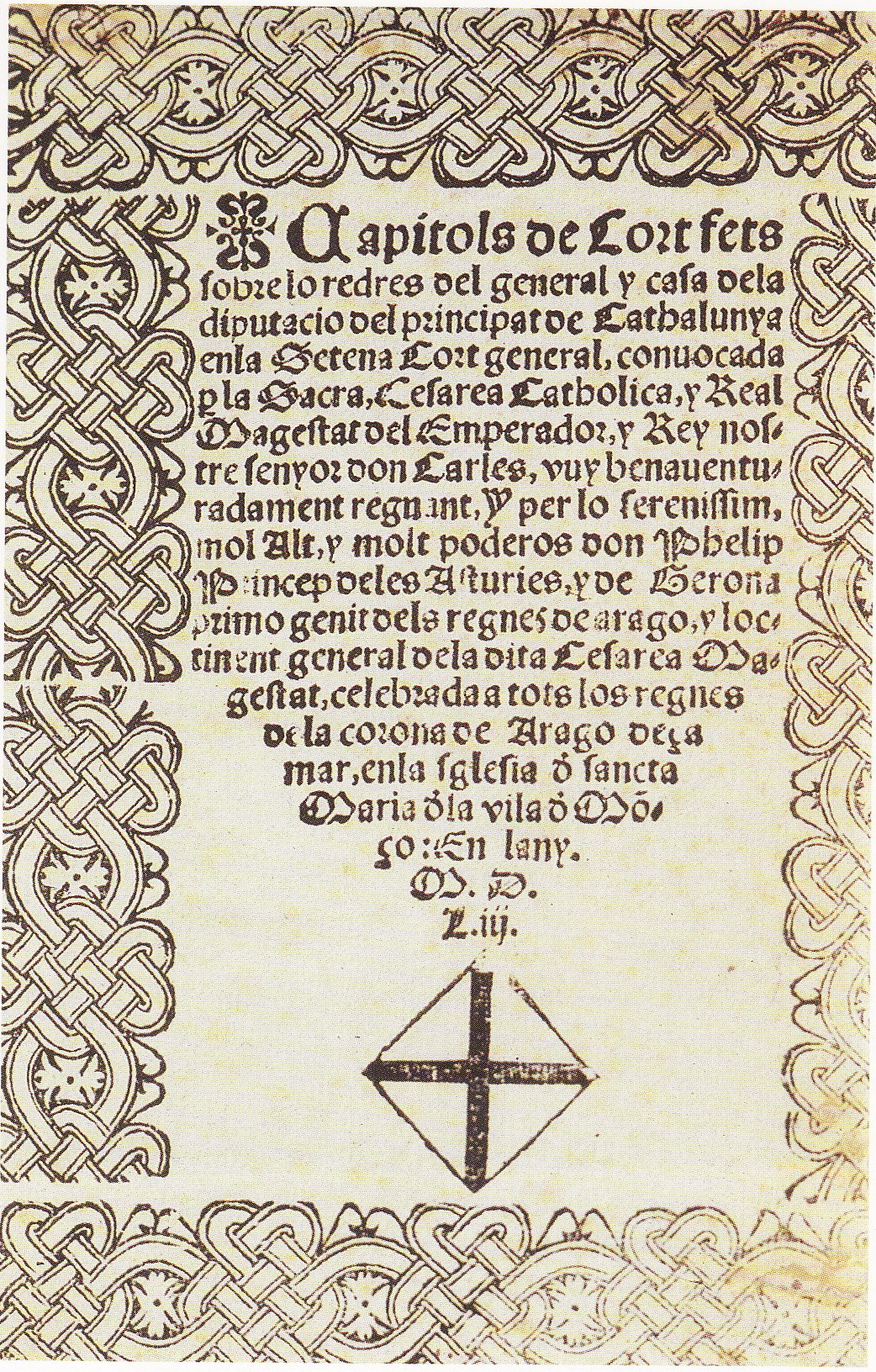
Constituciones de las Cortes de 1552-53.

Las Cortes de Monzón de 1553 fueron convocadas por el rey Carlos I en Innsbruck el 30 de marzo de 1552 para el 30 de junio. Se prorrogaron hasta el 5 de julio de 1552, cuando se inauguraron. Fueron presididas por el príncipe Felipe en nombre de su padre el rey, y fueron clausuradas el 27 de diciembre de 1553. 
Durante estas Cortes se extendió al reino de Aragón el fuero por el cual a los médicos se les haría formar parte de la nobleza, privilegio que ya existía en el reino de Castilla y en Valencia. Aunque era un título honorífico y no hereditario, permitía disfrutar de exenciones y privilegios.
| Predecesor: Cortes de Monzón (1547) | Cortes Generales de la Corona de Aragón 1553 | Sucesor: Cortes de Monzón (1563)           |
| Predecesor: Cortes de Monzón (1547) | Cortes de Aragón 1553                        | Sucesor: Cortes de Monzón (1563)           |
| Predecesor: Cortes de Monzón (1547) | Cortes Catalanas 1553                        | Sucesor: Cortes de Monzón-Barcelona (1563) |
| Predecesor: Cortes de Monzón (1547) | Cortes del Reino de Valencia 1553            | Sucesor: Cortes de Monzón (1563)           |